# 四角菱
四角菱（学名：Trapa quadrispinosa）是千屈菜科菱属的植物。分布于泰国、印度、日本以及中国大陆的浙江、湖北、江苏、江西、海南等地，目前尚未由人工引种栽培。